# 戈兰·乔希奇
戈兰·乔希奇（1992年5月5日—）是一位塞爾維亞足球運動員，在場上的位置是中場。他現在效力於塞爾超球隊貝爾格萊德紅星，曾效力於奥萨苏纳竞技俱乐部.